# Konstantin VII. Porfirogenet
Konstantin VII. Porfirogenet, bizantinski cesar, * 2. september, 905, Konstantinopel, † 9. november 959, Konstantinopel.
Njegov vzdevek Porfirogenet izhaja iz rojstva v s porfirjem okrašeni dvorani cesarske palače. Bil je uspešen bizantinski cesar, vendar ja danes bolj poznan kot pisatelj in zgodovinar. Napisal je štiri dela:
- De administrando imperio (Προς τον ίδιον υιόν Ρωμανόν, Svojemu sinu Romanu), ki govori o upravljanju cesarstva,
- De Ceremoniis (Περί τῆς Βασιλείου Τάξεως, O slovesnostih), ki opisuje ceremonije na cesarskem dvoru,
- De Thematibus (Περί θεμάτων Άνατολῆς καί Δύσεως, O vprašanjih vzhoda in zahoda), ki govori o vojaških upravnih enotah (temah),
- Vita Basilii  (Βίος Βασιλείου, Bazilijevo življenje), življenjepis Konstantinovega starega očeta Bazilija I..

Vsa dela so pomemben zgodovinski vir podatkov o srednjem veku. Knjigo De administrando imperio je posvetil svojemu sinu Romanu in mu dal navodila, kako naj vodi zunanjo politiko države, ki je bila ogrožena z vseh strani. V ta namen je opisal narode, ki so bivali na mejah cesarstva, njihovo zgodovino, običaje, državno ureditev in drugo.
1. ↑  Persée — 2005.